# Abbaye Notre-Dame de Beaulieu
Pour les articles homonymes, voir Abbaye Notre-Dame.
L'abbaye Notre-Dame-de-Beaulieu était située sur la commune de Languédias dans le département des Côtes-d'Armor, en région Bretagne, en France.

## Historique

### Fondation et premières donations
L'abbaye de Beaulieu (Bellus-Locus), est fondée dans la paroisse de Mégrit vers 1160 ou 1170 par Rolland de Dinan, seigneur de Bécherel 2e fils de Geoffroi de Dinan pour des Chanoines réguliers de saint Augustin à l'époque où le diocèse de Saint-Malo était dirigé par l'évêque Albert.
À l'origine l'abbaye se dénommait "du Pont Pilard" (S. Maria de Ponte Pilardi), elle changea de nom par la suite pour devenir l'abbaye de Beaulieu. Lors de la fondation, Roland de Dinan donne des terres autour du site de l'abbaye, un étang, un moulin, le bois de Querinan ainsi qu'un domaine en Tréauden.
Les ducs Conan IV et Geoffroy ainsi que la duchesse Constance confirmeront les privilèges attachés à cette fondation et les exempteront de la juridiction ducale.
Puis l'abbaye reçoit :
- de Conan IV une chapellenie en l'église de Guingamp (vers 1165),
- de l'abbé de Saint-Melaine, l'église de Plumaudan (vers 1180),
- de Geoffroy, les droits de pâture et de forestage en forêt de Lanmeur (forêt de la Hunaudaye),
- de Constance, un ermitage désigné spiritus sanctus en forêt de Lanmeur (vers 1200),
- d'Alain de Dinan, le moulin de Heaumery avec obligation pour les habitants de Caulnes d'y faire moudre leur grain, les droits de foire et marché en Plumaudan, la vigne de Plumaudan et ses droits associés (avant 1200),
- de Juhel de Mayenne, le domaine de Saint-Maudet ainsi que le produit de la taille et de la demie taille sur le territoire de l'abbaye.

### Troubles durant la guerre de succession
Durant la guerre de succession de Bretagne, l'abbaye semble avoir été en partie détruite.
En 1395, le duc Jean IV prend l'abbaye sous sa protection et confirme l'exemption de juridiction ducale.

### Prospérité de l'abbaye auXVIesiècle
Le premier abbé commendataire est maître Guy Le Lyonnais, il résigne son abbaye en faveur de son neveu Mathurin Glé en 1517 mais continue de s'attribuer le bénéfice des revenus jusqu'à sa mort le 18 juin 1528.

Guy le Lyonnais est à l'origine de l'actuel étang de Beaulieu et du moulin de la Porte de l'abbaye.

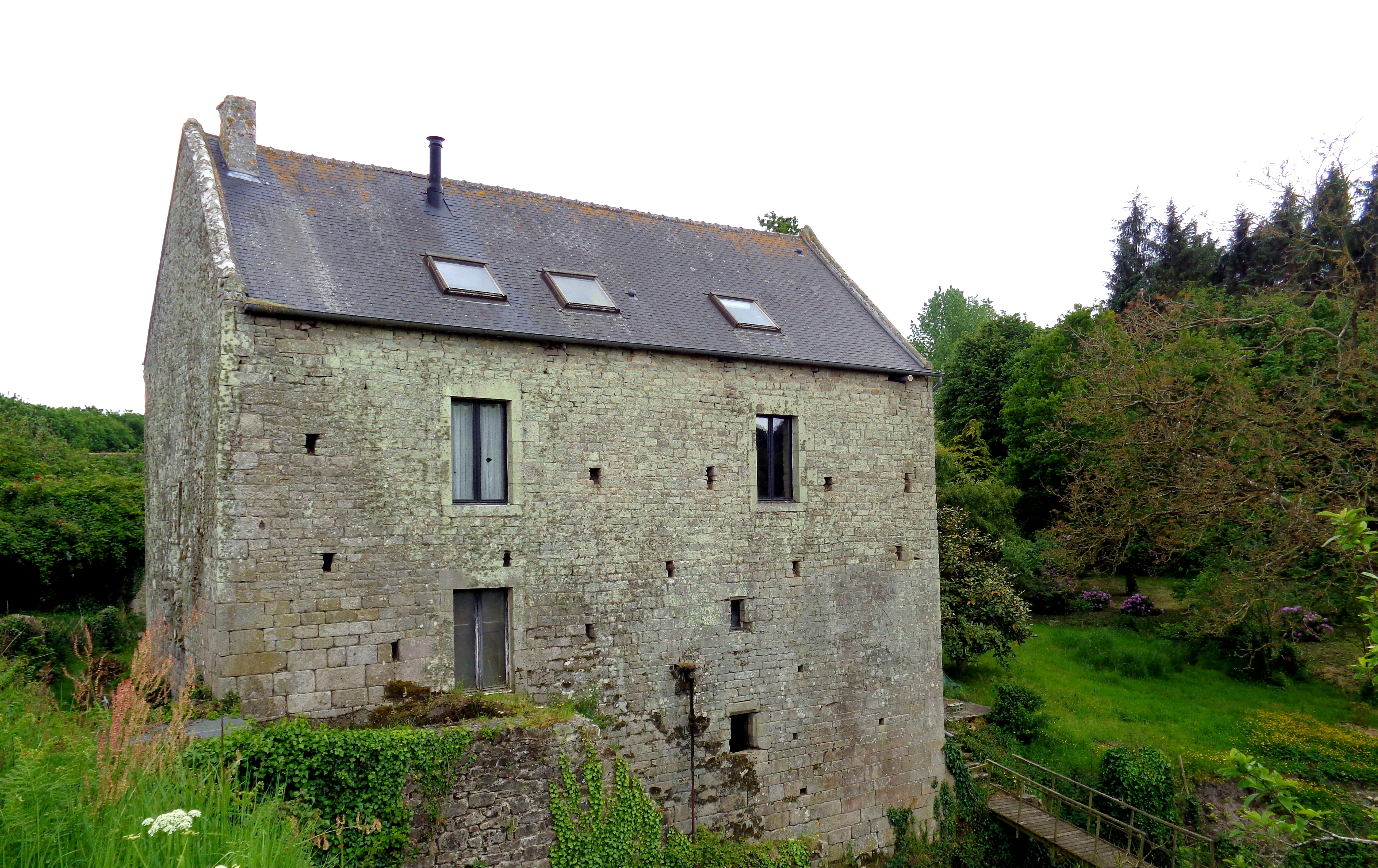
Moulin de la Porte de l'Abbaye.
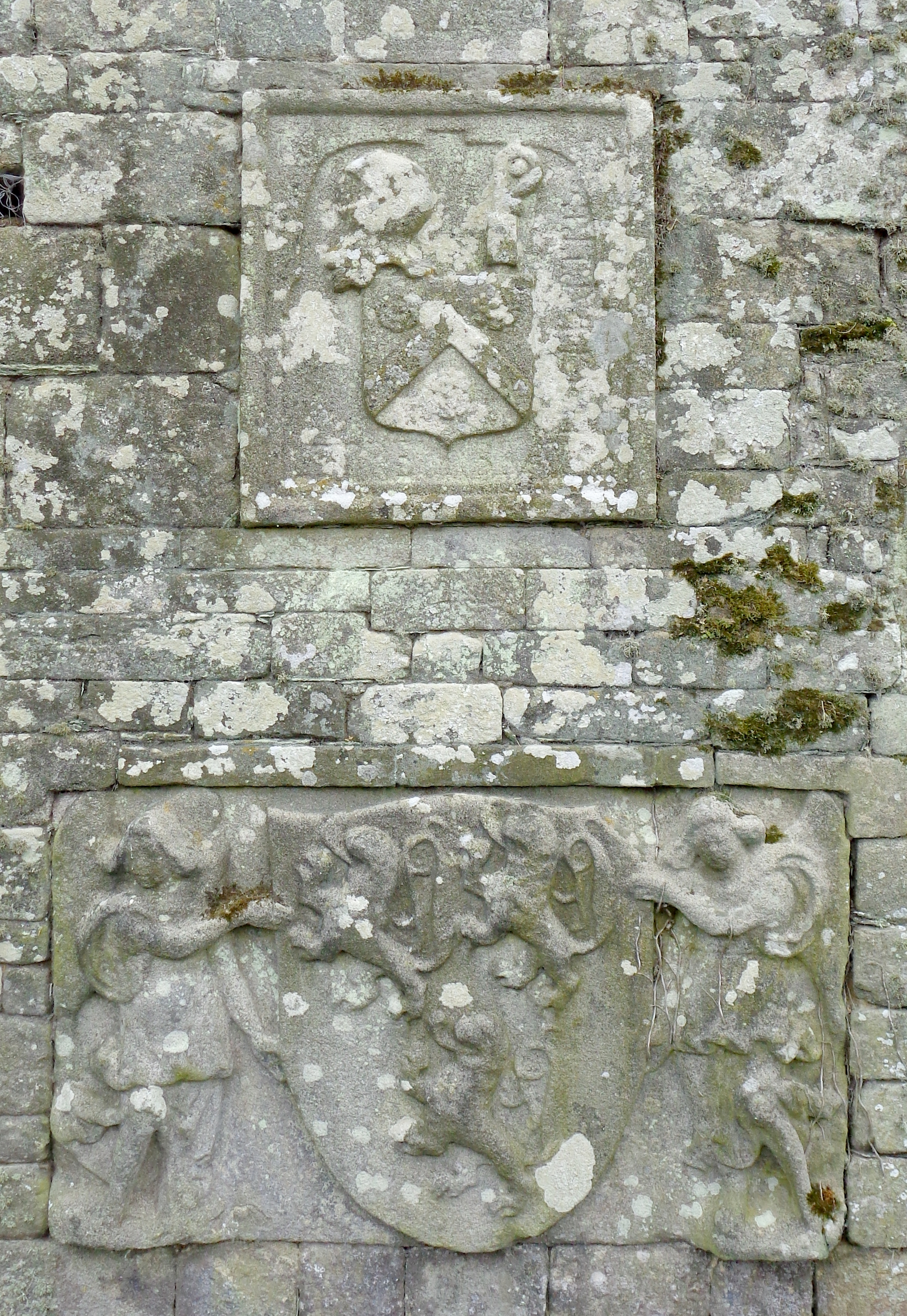
Armoiries de Guy le Lyonnais sur le mur du moulin.

Au XVIe siècle l'abbaye de Beaulieu est prospère, un aveu du 16 novembre 1583 déclare, parmi les principaux biens qu'elle possède :
- deux moulins à blé à proximité immédiate de l'abbaye, un moulin à eau et un moulin à vent à Plumaudan, le moulin Heautmery à Caulnes,
- deux colombiers,
- deux moulins à fouler les draps sur le territoire d'Yvignac,
- de très nombreux fiefs à Mégrit, Languédias, Yvignac, Trédias, Trélivan, Plélan-le-Petit, Trémeur, Saint-Uriel, Saint-Maudez, Vildé-Guingalan, Saint-Juvat, Brusvily, Dinan, Trégon, Caulnes,
- le manoir de la Rollandière à Plumaudan,
- de nombreux droits en la paroisse de Plumaudan.

L'abbaye a droit de haute justice, elle dispose d'un gibet dans les landes de Lambrun à Yvignac.
Elle prélève une taxe sur tous les animaux et marchandises transitant par le grand chemin royal de Jugon à Dinan.

### XVIIesiècle
En 1649, l'abbaye possédait encore de nombreux prieurés (Mégrit, Trédyaye, Saint-Maudé, Plélan, Languédias, Villedé, Corseul, Saint-Uriel, Le Hinglé, Tressaint, La Landecq, Saint-Malo de Jugon, Plédéliac, Goudelin et Guingamp). Elle hébergeait cinq prêtres.
Au XVIIe siècle, Maître Claude Philippe Le Clerc, conseiller et aumônier du roi, abbé de l'abbaye de Mondaye, chanoine du chapitre de Notre-Dame de Paris, fils de M. du Tremblay, gouverneur de la Bastille, proche parent du Père Joseph, est pourvu du bénéfice le 18 juin 1628 alors qu'il est encore étudiant au collège de Navarre. Il conserve la commende jusqu'à sa mort en 1704. C'est pourtant lui qui, pour rétablir la discipline, introduit dans l'abbaye les chanoines réguliers de Sainte Geneviève le 21 août 1659,.
Les documents, chartriers et actes relatifs à l'abbaye de Beaulieu furent pillés et volés par les huguenots pendant les guerres de la Ligue et le reste des archives brûlé le 21 janvier 1791 par un membre du directoire révolutionnaire du district de Broons.

### XVIIIesiècle
L'abbaye est supprimée en 1791, elle n'hébergeait plus que trois chanoines.
En 1791, le directoire du district de Broons établit l'état de lieux de l'abbaye, il ne concerne que le mobilier.
Loué dans un premier temps, le domaine fut acquis par un homme de loi de Dinan le 28 septembre 1797.

### XIXesiècle
En 1834, l'abbaye passe de Mégrit à Languédias, l'enclave de Mégrit qui contenait le siège de l'abbaye est fusionnée avec Languédias.
En 1860, l'église de l'abbaye est totalement détruite mais plusieurs bâtiments, bien que vétustes, subsistent.
En 1883 ne restait visible, de l'abbatiale, qu'une porte du XVIe siècle.

### XXeetXXIesiècles
En 2019, le moulin à farine est toujours présent. Son pignon nord-est est orné de deux armoiries. Selon l'inventaire du patrimoine, il s'agirait, au niveau supérieur, des armoiries du fondateur de l'abbaye, et au niveau inférieur de celles du moine Claude Philippe Le Clerc du Tremblay, responsable en 1659 de la réforme sur les abbayes appelée "réforme Sainte Geneviève". Les armoiries inférieures pourraient plutôt évoquer celles de Guy Le Lyonnais (« D'argent à trois lions de sable ») à l'origine de la construction du moulin, les armoiries des Le Clerc du Tremblay sont décrites dans l'annuaire de la noblesse de France : « d'argent, au chevron d'azur, accompagné de trois roses de gueules, boutonnées d'or ».